# Línea Luque-Baena

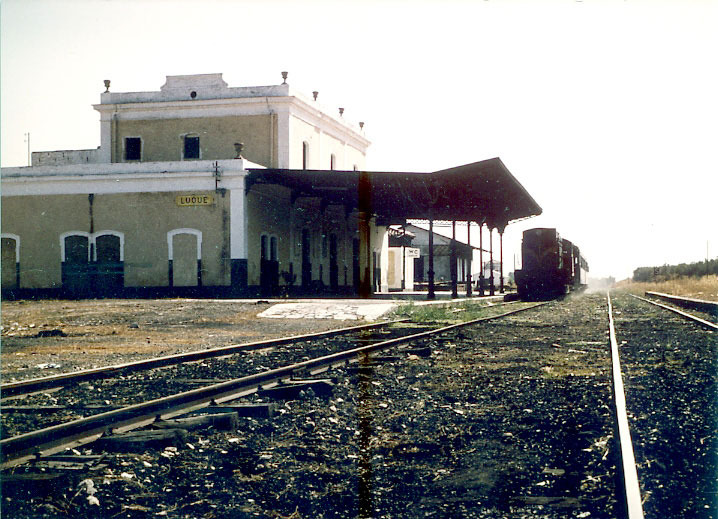
Estación de Luque (c. 1984).

La línea Luque-Baena fue un ramal ferroviario español de 6,94 kilómetros de longitud y ancho ibérico que enlazaba el municipio cordobés de Baena con la línea Linares-Puente Genil a través de la estación de Luque. Este trazado estuvo operativo entre 1918 y 1965, fecha esta última en que fue clausurado.

## Historia
La línea Linares-Puente Genil (inaugurada en 1893) había dejado fuera de su trazado al municipio agrícola de Baena, importante centro de producción aceitera. La Compañía de los Ferrocarriles Andaluces estudió varias posibilidades, emprendiendo la construcción de un ramal. Este sería inaugurado el 10 de julio de 1918, teniendo una longitud de 6,94 kilómetros. Aunque a lo largo de su existencia movió un cierto tráfico de mercancías, su explotación nunca fue muy rentable económicamente y arrojaría numerosos déficits. En 1941, con la nacionalización de toda la red ferroviaria española, el trazado pasó a manos de la recién creada RENFE. El 1 de octubre de 1965 se clausuró oficialmente el ramal, debido a su crónica falta de rentabilidad económica.